# František Trojan
František Trojan (7. října 1853 Písek – 15. prosince 1934 Praha), byl rakouský a český pedagog a politik, na počátku 20. století poslanec Českého zemského sněmu.

## Biografie
Kolem roku 1884 pracoval jako učitel v Malé Lhotě u Kostelce nad Orlicí a ve volném čase usiloval o povznesení zemědělství na Rychnovsku. Z této doby se uchovala jeho vytištěná přednáška O důležitosti vzdělání hospodářů. Za zásluhy byl roku 1908 jmenován čestným členem rychnovského hospodářského spolku.
V letech 1908–1917 zastával funkci ředitele měšťanské školy v Týništi nad Orlicí. Roku 1917 se stal náměstkem starosty Ústředního svazu českých hospodářských společenstev v Praze. Stal se rovněž předsedou Zemědělské záložny v Praze.
Na počátku století se zapojil i do zemské politiky. V volbách v roce 1908 byl zvolen do Českého zemského sněmu v kurii venkovských obcí, obvod Rychnov n. Kněžnou, Kostelec n. Orlicí. Politicky se uvádí coby člen České agrární strany. Kvůli obstrukcím se ovšem sněm ve svém plénu po roce 1908 fakticky nescházel.
Zemřel v prosinci 1934.